# Dallas Kern Holoman
Dallas Kern Holoman (Raleigh, 8 septembre 1947) est un musicologue et chef d'orchestre américain, spécialiste des œuvres d'Hector Berlioz dont il a établi le catalogue de l'œuvre complet pour les éditions modernes (Bärenreiter). 

## Biographie
Holoman naît de W. Kern et Katherine Highsmith Holoman. Il fréquente l'Université Duke et reçoit son Baccalauréat ès Arts en musique en 1969. Il passe sa maîtrise en Beaux-Arts à l'Université de Princeton en 1971, puis reçoit une Bourse Fulbright pour se lancer dans sa thèse de doctorat : Documents musicaux autographes d'Hector Berlioz, c. 1818-1840. Il est nommé professeur de musique assistant à l'Université de Californie à Davis, en 1973 et l'année suivante reçoit son doctorat de l'université Princeton. Il reste à l'UC Davis le reste de sa carrière académique, devient professeur de musique en 1981 et sert en tant que président du département de musique de 1980 à 1988. En 2000, il est nommé professeur de direction d'orchestre. En juillet 2013, Holoman prend sa retraite de professeur titulaire, mais continue à enseigner jusqu'en 2016.

### Musicologie
Holoman est, avec Joseph Kerman et Robert Winter, en 1977, l'un des fondateurs et rédacteurs de la revue américaine 19th-Century Music dont il a été directeur de la rédaction plus tard. Sa thèse de doctorat sur Berlioz de 1974 est le début de ce qui serait l'objet de sa bourse musicale pendant de nombreuses années. La thèse, avec des révisions et des corrections, est publiée en 1980 en tant que The Creative Process in the Autograph Musical Documents of Hector Berlioz, c. 1818-1840. En 1987, il publie le premier catalogue complet des œuvres d'Hector Berlioz et en 1989, il publie une biographie de Berlioz, de près de 700 pages. Il a également dirigé l'édition critique de la partition de Roméo et Juliette pour la nouvelle édition de l'intégrale des œuvres de Berlioz, publié par Bärenreiter, en 1990.
L'intérêt d'Holoman pour Berlioz et la musique orchestrale du XIXe siècle français, le conduit à écrire deux autres livres : une histoire exhaustive de la Société des concerts du Conservatoire (2004) et une biographie du chef d'orchestre et grand berliozien, Charles Munch (2011).

## Écrits
- (en) Dallas Kern Holoman, Berlioz, Cambridge (Mass.), Harvard University Press, 1989, 687 p. (ISBN 0-674-06778-9, OCLC 231044464)
- (en) Donna M. Di Grazia (éd.), Nineteeth-century Choral Music, Routledge, New York et Londres 2013  (ISBN 978-0-415-98852-0) [extrait en ligne]
  - Part I.2 : Vox Humana, Choral voices in Nineteeth-century Symphony
  - Part II : Selected Masterworks from the Choral-Orchestral Repertoire